# The Shop Around the Corner
The Shop Around the Corner is een romantische filmkomedie uit 1940 onder regie van Ernst Lubitsch.

## Verhaal
Boedapest in de jaren '30. Het is wintertijd en in de lederwarenhandel Matuschek is iedereen druk bezig om de klanten voor hun kerstinkopen te verwelkomen. 
Alfred Kralik werkt als hoofdverkoper en is er erg geliefd. Met de nieuwe collega Klara Novak heeft hij wel steeds onenigheid en ieder gesprek ontaardt in gekibbel. Zij weten echter geen van beiden dat ze intussen al langere tijd elkaars anonieme innige penvrienden zijn.  
De tweede verhaallijn is dat de eigenaar van de winkel Dhr. Matuschek zijn vrouw verdenkt van vreemdgaan met één van zijn werknemers en ervan uitgaat dat dit Alfred Kralik moet zijn.
Na nog veel meer misverstanden komt alles tot een goed eind.

## Rolverdeling
| Acteur             | Personage      |
| ------------------ | -------------- |
| James Stewart      | Alfred Kralik  |
| Margaret Sullavan  | Klara Novak    |
| Frank Morgan       | Hugo Matuschek |
| Joseph Schildkraut | Ferencz Vadas  |
| Sara Haden         | Flora Kaczek   |